# Ariel Nahuelpán
Ariel Gerardo Nahuelpán Ostia mais conhecido como Ariel (Buenos Aires, 15 de outubro de 1987), é um futebolista argentino que atua como atacante pelo Santa Cruz.

## Carreira

### Nueva Chicago
Ariel iniciou sua carreira no Nueva Chicago em 2005 com apenas 18 anos. No clube Nueva Chicago jogou 47 jogos e marcou 21 gols, ficou no time até junho de 2008.

### Coritiba
Após diversas sondagens, Ariel acabou assinando com o Coritiba do Brasil, em negociação avaliada em cerca de US$ 1 milhão.
Conquistou a titularidade com pouco tempo no Coritiba, fez 85 partidas e conseguiu marcar 31 vezes. Com o Clube, sagrou-se campeão paranaense na temporada de 2010.

### Racing Santander
Em agosto de 2010, foi contratado pelo Racing Santander, da Espanha.

### LDU
Em janeiro de 2012, é contratado pela LDU do Equador.

### Inter
Em junho de 2016, Ariel seria confirmado pelo clube gaúcho do Internacional. O centroavante fica por empréstimo até dezembro no Beira-Rio, chegando ao Brasil depois da decisão do Campeonato Mexicano, a qual disputará pelo Pachuca.

### Barcelona SC
Em Março de 2017, Ariel foi confirmado como novo reforço do Barcelona de Guayaquil por três anos.

### Tijuana
Em Janeiro de 2019 é confirmado seu retorno ao futebol mexicano após cinco anos. O Club Tijuana anunciou a contratação de Ariel como reforço para o Clausura 2019. 
Todos os Gols de Ariel pelo Internacional:
|    | Data                | Local                      | Placar | Resultado | Adversário  | Gols | Competição         |
| -- | ------------------- | -------------------------- | ------ | --------- | ----------- | ---- | ------------------ |
| 1. | 24 de julho de 2016 | Campinas, Moisés Lucarelli | 2–2    | 2–2       | Ponte Preta | 1    | Brasileiro de 2016 |

## Títulos
Coritiba
- Campeonato Paranaense: 2010.
- Campeonato Brasileiro - Série B: 2010[8]

Peñarol
- Campeonato Uruguaio: 2021